# Лидерц (мађарска митологија)
Лидерц (мађ. lüdérc, lúdvérc, lederc, lidroc, lidröc, inglice), демон мађарске митологије, који је распрострањен у народној традицији. У ствари, то је збирни појам за неколико митолошких бића која се могу у одређеној мери разликовати једно од другог и у многим случајевима су географски одвојена, али која су међусобно повезана кроз једну или више карактеристика. Нејасно је у којој мери је њихово порекло икада подељено. Називи могу бити различити, али народно предање свих народа је сагласно да ма колико корисно било, мора га се што пре отарасити због његове зле природе.

## Лидерц у мађарској култури
Као што се дух у даљњем тексту лидерц, може наћи у многим другим културама и земљама, присутан је и у мађарским народним веровањима и односи се на неколико ствари. Речи „вила“ и „дух“, а понекад и „вештица“ имају слично значење. Посматрајући различита сујеверја и веровања у целини, највише се могу истаћи три карактеристике, а то су изглед у облику ватре или пламена, сексуална природа и улога духа помагача.

### Први облик, пиле
Први, традиционалнији облик лидерца је чудесно пиле (csodacsirke), које се излеже из првог јајета црне кокошке које се чува на топлом испод руке човека. Неке верзије легенде кажу да необично сићушно јаје од црне кокошије, или било које јаје уопште, може постати лидерц, или да се јаје мора излећи стављањем у гомилу стајњака. По легенди Лидерц се везује за људе да би постао њихов љубавник. Ако је власник жена, биће се претвара у мушкарца, али уместо да задовољи жену, оно је милује, седи на њеном телу, а понекад јој сише крв, чинећи је после извесног времена слабом и болесном. Из овог извора долази мађарска реч за ноћну мору – лидерцњомаш (lidércnyomás), што дословно значи „лидерцски притисак“, од притиска на тело док биће седи на њему. Алтернативни називи за лидерц су иглиц, ихлиц у Чалокезу, лудерц, пиритусз на југу Мађарске и мит-митке на истоку Мађарске. Лидерц чува злато и тако богати свог власника. Да би се решио овај облик лидерца, мора се убедити да изврши немогућ задатак, као што је извлачење песка помоћу ужета или воде помоћу сита. Такође се може уништити закључавањем у шупљину дрвета.

### Други облик, ђаво
Друга врста лидерца је као сићушно биће, временски ђаво (földi ördög). Има много својстава која се преклапају са чудесним кокошијим обликом, а може се добити и из црног кокошијег јајета, али се чешће налази случајно у крпама, кутијама, стакленим флашама или у џеповима старе одеће. Особа која поседује овај облик лидерца одједном постаје богата и способна је за изузетне подвиге, јер је душа те особе наводно предата лидерц-у, или чак ђаволу.

### Трећи облик, љубавник
Трећа врста је као Сатанистички љубавник (ördögszerető), прилично сличан инкуби или сукуби. Овај облик лидерца лети ноћу, појављујући се као варљива ватрена светлост, или чак као ватрена птица. У северним регионима Мађарске понајвише а и шире, познат је и као лудверц, луцфир, пошто се каже да има стопала као гуска. У Ердељу и Молдавији се зове лидерц, лудерц, а понекад и ердег. Док је у лету, лидерц прска пламен. На земљи, може попримити људски облик, обично облик веома оплакиваног мртвог рођака или љубавника. Његови земљани отисци, трагови, су коњски. Лидерц улази у куће кроз димњаке или кључаонице, доноси болест и пропаст својим жртвама. Кућу напушта са у облику пламена и прља зидове. Паљење тамјана и грана брезе спречавају лидерц да уђе у нечије пребивалиште. У источним регионима Мађарске се каже се да је лидерцу немогуће побећи, он се јавља на гробљима али и одатле мора да нестане при првом јављању петла у зору.